# Günther Barnet
Günther Barnet (* 12. Mai 1967 in Wien als Günther Enzendorfer) ist ein österreichischer Politiker (BZÖ).

## Leben
Barnet war bis 1992 Zeitsoldat im Rang eines Hauptmanns. Er bezeichnet sich selbst heute noch als „Heereshochalpinist, Nahkampfgrundausbildner und Militärfallschirmspringer“. Bereits 1992 geriet Barnet als Mitarbeiter der österreich-slowenischen Gesellschaft in Verdacht des Schmuggels von Maschinengewehr-Munition nach Kroatien. Am 25. August 1994 wurde Enzendorfer nach dem Kriegsmaterialgesetz rechtskräftig verurteilt. Er nahm das Urteil an. Daneben war Barnet Mitglied der Siegfriedskopf-Plattform, die für die Beibehaltung der Plastik in der Aula der Universität Wien kämpfte. 
Ab 1992 arbeitete Barnet als Mitarbeiter von Friedhelm Frischenschlager im freiheitlichen Parlamentsklub (FPÖ). Später wechselte er an die Seite von Herbert Scheibner, mit dem Barnet noch heute eng verbunden ist. 
Nach dem Regierungseintritt der FPÖ nahm Scheibner Barnet als Pressesprecher ins Verteidigungsministerium mit. Als der Wiener FPÖ-Gemeinderat Michael Kreißl am 24. April 2002 auf sein Mandat verzichtete, wurde Günther Barnet am 26. April als sein Nachfolger angelobt. Von 2003 bis 2004 war Barnet zudem Koordinator des Nationalen Sicherheitsrates im Verteidigungsministerium. 
Im Zuge der Abspaltung des BZÖ von der FPÖ stellte sich Barnet rasch an die Seite von Herbert Scheibner und Jörg Haider. Gemeinsam mit anderen FPÖ-Landtagsabgeordneten wurde am 6. April 2005 die Gründung eines eigenen Klubs im Wiener Rathaus bekanntgegeben, der den Namen „Bündnis Zukunft Wien - Die Stadtpartei“ (BZW) erhielt. Insgesamt sieben FPÖ-Landtagsabgeordnete traten in der Folge dem BZW bei. 
Das Verhältnis von Barnet zu Bundesparteiobmann Haider war dabei im Vorfeld nie friktionsfrei gewesen, hatte er diesen doch zwei Jahre zuvor als „ältere Operettendiva“ und „Birgit Sarata der österreichischen Innenpolitik“ bezeichnet. Barnet wurde 2005 beim Gründungsparteitag des Wiener Landesorganisation einstimmig zum Vorsitzenden gewählt, gleichzeitig erfolgte die Umbenennung des BZW in BZÖ-Wien. Das BZÖ-Wien trat in der Folge bei den Gemeinderatswahlen 2005 an, wobei Barnet auf die Spitzenkandidatur bei der aussichtslosen Wahl verzichtete. Für die Niederlage mit nur 1,15 % der Stimmen musste Bezirksrat Hans-Jörg Schimanek geradestehen. 
Nach dem Ausscheiden aus dem Gemeinderat verschaffte Scheibner Barnet die Stelle als Klubdirektor des BZÖ im Nationalrat, die er bis zu seiner Entlassung am 4. Mai 2007 ausübte.
Barnet war zwischen 2002 und 2005 Landtagsabgeordneter in Wien und ab 2005 Landeschef des BZÖ-Wien. Am 8. Mai 2007 wurde Barnet vom Parteivorstand der Bundes-BZÖ als Wiener Landeschef abgesetzt und aus der Partei wegen „mehrfachen parteischädigenden Verhaltens“ ausgeschlossen.
Da es sich beim BZÖ-Wien um eine eigene Partei handelt wurde die Rechtmäßigkeit seiner Absetzung als Landeschef jedoch in Frage gestellt. Das BZÖ-Wien stellte sich zudem hinter ihren Landeschef, der interimsmäßig durch Helene Partik-Pablé ersetzt worden war. Partik-Pable wurde beauftragt, einen Wiener Bündniskonvent vorzubereiten, der Neuwahlen für die Bündnisspitze vorbereiten sollte. Schließlich trat Barnet von seiner Funktion als Landeschef des BZÖ-Wien zurück und ist heute nur noch „einfaches Parteimitglied“. Die vorübergehende Leitung des BZÖ-Wien übernahm Herbert Scheibner, der gemeinsam mit Partik-Pable einen Konvent am 2. Juni vorbereitet hatte. Bei diesem Konvent wurde Michael Tscharnutter mit 74,2 % der Stimmen zum neuen Landesobmann gewählt.

## Privates
Günther Barnet hieß ursprünglich Günther Enzendorfer und hat nach seiner Heirat den Namen Barnet angenommen. Er hat einen Sohn. Barnet ist Mitglied der freischlagenden Korporation VdSt! Sudetia Wien.